# Конвенція про громадянство жінок
Конвенція про громадянство жінок — перший міжнародний договір щодо прав жінок. Прийнятий у 1933 році Панамериканським союзом у Монтевідео, Уругвай. Його ратифікували делегати Аргентини, Болівії, Бразилії, Чилі, Колумбії, Куби, Домініканської Республіки, Еквадору, Сальвадору, Гватемали, Гаїті, Гондурасу, Мексики, Нікарагуа, Панами, Парагваю, Перу, США, Уругваю та Венесуели. Застереження щодо законодавчої реформи внутрішнього законодавства зробили делегати Сальвадору, Гондурасу та США.
На Гаазькій кодифікаційній конференції в 1930 році було порушено питання про дискримінаційні закони про громадянство. У багатьох країнах жінки втрачали громадянство після вступу в шлюб і не мали контролю над власним майном або дітьми. Після багаторічного дослідження, проведеного Міжамериканською комісією жінок, американська феміністка Доріс Стівенс представила делегатам висновки, які показують різницю в законах, що регулюють громадянство між чоловіками та жінками. Сьома Міжнародна конференція американських держав погодилася, що «в їхньому законодавстві чи на практиці не повинно бути жодних відмінностей за статтю щодо громадянства».
Ця угода, яка вплинула лише на статус держав-членів в Америці, була попередницею власного дослідження Організації Об'єднаних Націй на тему громадянства, розпочатого в 1948 році. Конвенція про громадянство одружених жінок, прийнята в 1957 році, поширила захист громадянства на жінок за межами Америки.